# دانشگاه فنی مونستر
دانشگاه فنی مونستر (MTU ; ایرلندی: Ollscoil Teicneolaíochta na Mumhan) یک دانشگاه فنی دولتی متشکل از شش پردیس است که در شهرستان‌های کورک و کری واقع شده‌است. این دانشگاه در ژانویه ۲۰۲۱، در نتیجه ادغام دو مؤسسه فناوری کورک و مؤسسه فناوری ترالی تأسیس شد. ایجاد این دانشگاه جدید در می ۲۰۲۰ اعلام شد. دانشگاه فنی مونستر بیش از ۱۸۰۰۰ دانشجو و بیش از ۲۰۰۰ کارمند را در خود جای می‌دهد. این مؤسسه دومین دانشگاه فناوری ایرلند، پس از دانشگاه فناوری دوبلین است.